# Jigme Thinley
Dasho (Lord) Jigme Yoser Thinley (n. 9 septembrie 1952, Bhumthang, Bhutan) este un politician bhutanez. A fost prim-ministru al Regatului Bhutan din aprilie 2008 până în iulie 2013 și a fost la putere de două ori anterior, 1 din 20 iulie 1998 până la 9 iulie 1999. A fost succedat de Sangay Ngedup. Al doilea a fost în perioada 30 august 2003 - 20 august 2004, fiind urmat de Yeshey Zimba.